# 出縄茂
出縄 茂（いでなわ しげる、1931年6月27日 - 2021年4月11日）は、日本の銀行家。
神奈川県中郡旭村（現平塚市）出身。元横浜銀行常務取締役、元浜銀ファイナンス代表取締役社長、元横浜ファイナンス代表取締役会長を歴任した。
孫は、シュティフター研究者の出縄祐介である。

## 略歴
- 昭和25年、早稲田大学政治経済学部入学
- 昭和29年、横浜銀行入行、平塚支店
- 昭和37年、茅ヶ崎支店（代）
- 昭和39年、阪東橋支店（代）
- 昭和41年、長後支店次長
- 昭和42年、綱島支店次長
- 昭和46年、新城支店支店長
- 昭和48年、鶴ヶ峰支店支店長
- 昭和51年、大和支店支店長
- 昭和55年、横須賀支店支店長
- 昭和58年、本店営業推進役員
- 昭和58年、常務取締役（営業推進）
- 平成3年、浜銀ファイナンス代表取締役社長